# Wierzbowiec (obwód tarnopolski)
Wierzbowiec (ukr. Вербівці, Werbiwci) – wieś na Ukrainie w rejonie tarnopolskim, należącym do obwodu tarnopolskiego.
W II Rzeczypospolitej wieś w powiecie trembowelskim w województwie tarnopolskim. Do wsi należała też kolonia Rudka, zamieszkała całkowicie przez Polaków.
We wrześniu 1939 nacjonaliści ukraińscy spalili Rudkę, rabując i niszcząc zabudowania. W latach 1943–1945 członkowie OUN-UPA zamordowali w Wierzbowcu 72 Polaków, z czego większość w czasie napadu z 18 na 19 marca 1944.
W czasie okupacji niemieckiej mieszkające tutaj polskie małżeństwo, Adolf i Otylia Kisiel-Dmetreccy, ukrywali Żydów, Ritę Lubliner i braci Sandhausów, za co w 1997 roku Instytut Jad Waszem uhonorował je pośmiertnie tytułami Sprawiedliwych wśród Narodów Świata.
Do 2020 w rejonie trembowelskim.